# مرکوری نیوز
مرکوری نیوز (به انگلیسی: The Mercury News) یا سن خوزه مرکوری نیوز روزنامه‌ای آمریکایی است که در سن‌خوزه، کالیفرنیا منتشر می‌شود. این روزنامه زیرمجموعه مدیا نیوز گروپ می‌باشد. این روزنامه با شمارگان ۵۸۳٬۹۹۸ پنجمین روزنامه پرتیراژ آمریکا است. سن خوزه مرکوری نیوز در سال ۱۸۵۱ بنیان‌گذاری شد.